# Kreios
Kreios (græsk: Κριός) er en titan fra den græske mytologi. Han er ifølge Hesiods Theogonien søn af jordgudinden Gaia og himmelguden Uranos. Kreios blev sammen med de øvrige titaner frarøvet magten af Zeus og de andre olympiske guder. 
Kreios er den mindst individualiserede af de oldgræske titaner, og filologen M.L. West har peget på, hvordan Hesiod bruger Kreios som en art slægtsopbyggende tilføjelse til kernen af vigtige titaner. Det samme gør sig gældende for flere anonyme titaner. For Hesiod er Kreios først og fremmest vigtig som Perses' far og Hekates bedstefar, som Hesiod ifølge West var en "stor missionær" for.

## Mytologi
Kreios var gift med Eurybia, som var datter af jordgudinden Gaia og havguden Pontus. Sammen fik de børnene Astraios, Pallas og Perses. Astraios fik sammen med morgenrødens gudinde Eos stjernen Fosforos, de andre stjerner og vindene. 
Kreios' rolle var at udfylde den slægtsliste af titaner, som i antal skulle udgøre et modstykke til de tolv olympiske guder. Kreios kæmpede med stor sandsynlighed i den ti år lange krig mellem de olympiske guder og titanerne, men spillede ingen religiøs eller mytologisk rolle. Kreios blev efter krigen forvist til underverdenen i Tartaros sammen med de andre titaner.